# Polygala rosmarinifolia
Polygala rosmarinifolia är en jungfrulinsväxtart som beskrevs av Robert Wight och Arn.. Polygala rosmarinifolia ingår i släktet jungfrulinssläktet, och familjen jungfrulinsväxter. Inga underarter finns listade i Catalogue of Life.